# Hans Lyngby Jepsen
Hans Lyngby Jepsen (* 1. April 1920 in Aalborg; † 31. Juli 2001) war ein dänischer Schriftsteller, der 1967 mit dem Søren-Gyldendal-Preis ausgezeichnet wurde.

## Leben
Lyngby Jepsen, Sohn eines Geodäten, wuchs in einfachen Verhältnissen in Aalborg auf und begann nach dem Besuch der Klostermarkens Skolen und der Katedralskolen 1939 ein Studium der Mathematik an der Polytechnischen Lehranstalt (Polyteknisk Læreanstalt) in Kopenhagen. 
Seine persönlichen Lebensverhältnisse beschrieb er immer wieder in seinem literarischen Werk, das 1943 mit Kurzgeschichten in den Zeitungen Politiken und Søndags-Magasin begann. Nach Abschluss seines Studiums war er zwischen 1945 und 1953 als Statistiker im Büro des Stadtingenieurs im Rathaus von Kopenhagen tätig. 1945 erschien seine erste Kurzgeschichtensammlung mit dem Titel Kvindesind.
Der Stil seiner Romane war zunächst von einer eher schwerfälligen Tradition des Realismus geprägt, wohingegen er bereits in Rød Jord (1949) eine persönlichere, impressionistische Darstellung der Handlung verwendete. Seit 1953 konnte er aufgrund verschiedener Stipendien und Preise der Emma Bærentzen-, Astrid Goldschmidt-, Kaptajn H.C. Lundgreen-Stiftungen sowie dem Henrik Pontoppidans Mindefond hauptberuflich als Schriftsteller arbeiten.
Lyngby Jepsen, der von 1957 bis 1963 auch Vorsitzender der Dänischen Schriftstellervereinigung (Dansk Forfatterforening) war, wurde 1960 mit dem Louisiana-Prisen sowie 1967 mit dem Søren-Gyldendal-Preis geehrt.
Sein Schreibstil erreichte ab den 1960er Jahren eine weitere Fortentwicklung wie in der Biografie über den gleichnamigen Marquis de Sade und dem Roman Et bedre forår (1974).
Später verfasste er neben Reiseberichten über Reisen nach Osteuropa und Sizilien sowie Kinderbüchern auch eine Biografie über Thorvald Stauning, den ersten sozialdemokratischen Ministerpräsidenten Dänemarks, mit dem Titel Stauning (1979) sowie Nordjylland (1986), eine landschaftliche Darstellung Nordjütland.
Große Anerkennung erhielt er außerdem für seine Kurzgeschichten wie zuletzt Lisa og andre noveller 1953-1967 (1990).

## Weitere Veröffentlichungen
- Den blinde vej, 1946
- Stenen i Strømmen, 1948
- Savn, 1952
- Håbet og andre noveller, 1953
- Kleopatra : Nilens dronning, 1954
- Vintervej, 1955
- I kærlighed og andre noveller, 1959
- I solnedgangen, 1960
- Paradishuset, 1963
- Træerne, 1965
- Den falske karakterbog, 1967
- Vågn op og jubler, 1967
- Der er lys og andre udvalgte noveller 1948-60, 1968
- Mellem venner, 1969
- Krudt under parlamentet, 1971
- Da kærligheden kom til byen, 1972
- Nu kommer byen, 1979
- Sommer i september, 1982
- Farlige naboer, 1983
- Her i byen, 1983
- Udsigt til havet, 1984
- De røde skjolde, 1987
- Hvem sætter prisen, 1987
- Kongemødet, 1987
- Else med en engels ansigt, 1990
- Men fuglene flyver, 1992
- Den hvide enke, 1993
- Sin lykkes smed, 1995
- Arthurs bror, 1998
- Det gode selskab, 1999
- Jorden, 1966

in deutscher Sprache
- Der blinde Weg, Originaltitel Den blinde vej
- Aufs Meer hinaus, Originaltitel Havet kalder, 1961
- Als die Liebe in die Stadt kam, Originaltitel Da kaerligheden kom til byen, 1977